# Phuoc Hung (Long Dien)
Phước Hưng is een xã in het district Long Điền, een van de districten in de Vietnamese provincie Bà Rịa-Vũng Tàu.